# Felicia Fox
Felicia Fox (25 de maio de 1974) é uma atriz de filmes pornográficos norte-americana.

## Biografia
Ela cresceu em Enon, e estudou na Faculdade de Greenon, onde formou-se em 1992 e foi membro da Associação de Futuros Fazendeiros da América. Conforme ela mesma, ela passou muito tempo de sua infância "como um pássaro nu, correndo pela cidade em sua roupa de nascimento, tanto quanto possível".
Ela trabalhou como motorista de empilhadeira e carregadora na empresa Emery Worldwide, no Aeroporto Internacional de Dayton, trabalhadora de docas, enfermeira, manicure na J.C. Penney, e como bartender na Cold Beer & Cheeseburgers em Dayton.
Depois de ver uma menção na revista Cheri sobre o concurso das Garotas do Interior, Fox pediu ao seu namorado que tirasse algumas fotografias dela em topless, em uma praia de nudismo no reservatório de Caesar's Creek, próximo a Waynesville, em Ohio. Sua primeira aparição em revistas fora logo depois, em julho de 1997, no concurso Beaver Hunt da Hustler. Sua primeira foto profissional veio em agosto de 1997, para a revista Swank e sua primeira foto pornográfica foi em outubro de 1998, para a Hustler Busty Beauties. Sua primeira capa de revista fora a edição de junho de 2001 da Hustler Busty Beauties.
Tendo trabalhado ocasionalmente como dançarina exótica desde 1992, Fox começou suas aparições dançando em junho de 1999, após ter se apresentado no festival Nudes-A-Popping, no Ponderosa Sun Club, onde encontrou o empresário Ken Shinkle. Ela esperava utilizar o dinheiro ganho com a dança para pagar sua faculdade de enfermagem, construir uma casa em Ohio e, algum dia, ter um filho.
Fox fez turnês como dançarina por mais de um ano, até que decidiu entrar no ramo dos filmes adultos, em setembro de 2000, após ir a um strip club e ver a resposta do público à atração principal da noite, Jenna Jameson. Sua primeira cena foi filmada em Tampa para o filme Mike South’s Confederate Cuties #4. Fox voou para a Califórnia em novembro de 2000 e começou a filmar regularmente. Foi realocada para o Vale de San Fernando em janeiro de 2003, onde viveu e trabalhou por dois anos, antes de retornar para Dayton. Seu filme mais recente é o "Heeeeere's Taya!", de 2008, da Vivid.
Fox encontrou seu antigo namorado, Tim Case, em 1994, no Aeroporto Internacional de Dayton, onde ela trabalhara como motorista de empilhadeira e ele era o chefe de sua equipe. No dia 7 de junho de 2007, ela deu à luz sua primeira criança, Hendrix.

## Filmografia Parcial
- Heeeeere's Taya! - Vivid, 2008
- Boner Breath - Wicked Pictures, 2007
- Employeee Of The Mouth - Wicked Pictures, 2007
- Teach My Ass Something New - Vivid, 2007
- MILTF Gone Wild # 8 - Totally Tasteless, 2007
- Milf Fever # 5 - Visual Images, 2007
- Lezzbolah - Wicked Pictures, 2006
- Sexual Favors # 3 - Sin City, 2006
- Flawless # 5 - Cal Vista, 2006
- Working Stiff - Wicked Pictures, 2006
- Missionary Impossible - Wicked Pictures, 2006
- Fetish Sex - Bizarre Video, 2006
- Choke On This # 1 - Platinum Blue Productions, 2006
- Asses Ripped Apart - Vivid, 2006
- Never Ending Tits - Sin City, 2006
- Slippery Dickery Dock - Vivid, 2006
- Fun With Chick & Jane - Wicked Pictures, 2006
- Unleash The Furry - Vivid, 2006
- Fuckaholics # 3 - Sin City, 2006
- Private Eyes - Wicked Pictures, 2005

## Prêmios

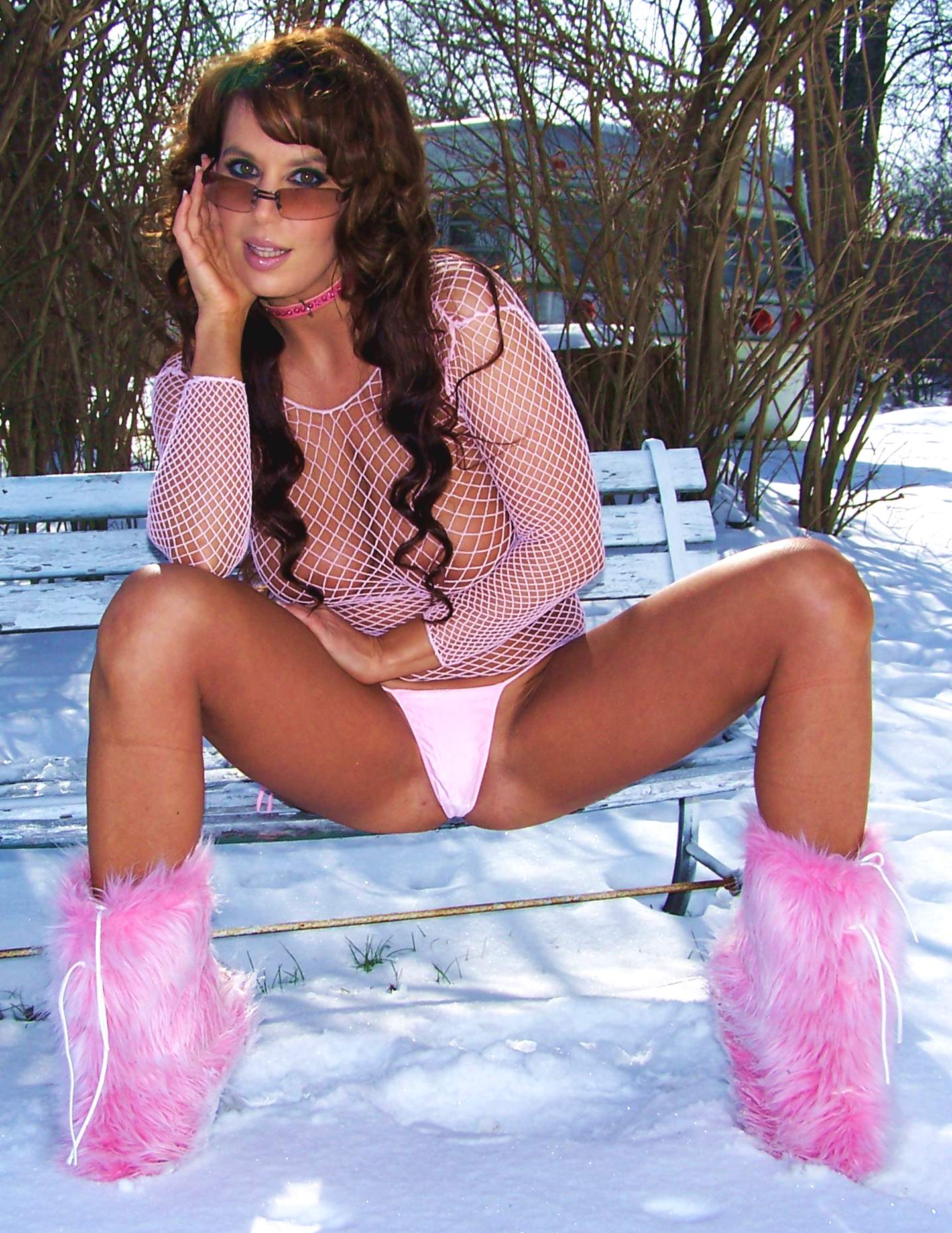
Felicia Fox

- 2000 Miss Nude Rising Star do festival Nudes-a-Popping, no Ponderosa Sun Club
- 2003 Pêmio Nightmoves por ser a "Melhor Dançarina Nacional"
- 2004 AVN Award, pela "Melhor Cena de Sexo Oral em Vídeo" pelo filme Heavy Handfuls#3
- 2004 Prêmio da X-Rated Critics Organization pelo "2004 Orgasmic Oralist"
- 2004 Prêmio da Exotic Dancer Award nomination, por ser a "Dançarina Favorita do Dono de Clube"
- 2005 AVN Award, pela "Melhor Cena de Sexo Solo"